# Phaonia sobriana
Phaonia sobriana este o specie de muște din genul Phaonia, familia Muscidae, descrisă de Huckett în anul 1966.
Este endemică în California. Conform Catalogue of Life specia Phaonia sobriana nu are subspecii cunoscute.